# Comuna Tarnoruda, Volociîsk
Tarnoruda (în ucraineană Тарноруда) este o comună în raionul Volociîsk, regiunea Hmelnîțkîi, Ucraina, formată din satele Dzerjînske și Tarnoruda (reședința).

## Demografie
Componența lingvistică a comunei Tarnoruda
     Ucraineană (97,74%)
     Polonă (1,5%)
     Alte limbi (0,75%)
Conform recensământului din 2001, majoritatea populației comunei Tarnoruda era vorbitoare de ucraineană (97,74%), existând în minoritate și vorbitori de polonă (1,5%).